# 442 (szám)
A 442 (római számmal: CDXLII) egy természetes szám, szfenikus szám, a 2, a 13 és a 17 szorzata.

## A szám a matematikában
A tízes számrendszerbeli 442-es a kettes számrendszerben 110111010, a nyolcas számrendszerben 672, a tizenhatos számrendszerben 1BA alakban írható fel.
A 442 páros szám, összetett szám, azon belül szfenikus szám, kanonikus alakban a 21 · 131 · 171 szorzattal, normálalakban a 4,42 · 102 szorzattal írható fel. Nyolc osztója van a természetes számok halmazán, ezek növekvő sorrendben: 1, 2, 13, 17, 26, 34, 221 és 442.
A 442 négyzete 195 364, köbe 86 350 888, négyzetgyöke 21,02380, köbgyöke 7,61741, reciproka 0,0022624. A 442 egység sugarú kör kerülete 2777,16791 egység, területe 613 754,10718 területegység; a 442 egység sugarú gömb térfogata 361 705 753,8 térfogategység.